# Patty Schemel
Patty Schemel, rodným jménem Patricia Theresa Schemel (* 24. dubna 1967), je americká rocková bubenice.

## Kariéra
V letech 1992 až 1998 působila ve skupině Hole; se skupinou začala znovu spolupracovat v roce 2014. Během své kariéry působila v několika dalších kapelách a od roku 2013 je členkou skupiny Upset. V roce 2011 natočil režisér P. David Ebersole dokumentární film Hit So Hard pojednávající o Patty Schemel.

## Osobní život
Otevřeně se přiznává ke své homosexuální orientaci. Její manželkou je producentka Christina Soletti.